# Guerra absoluta

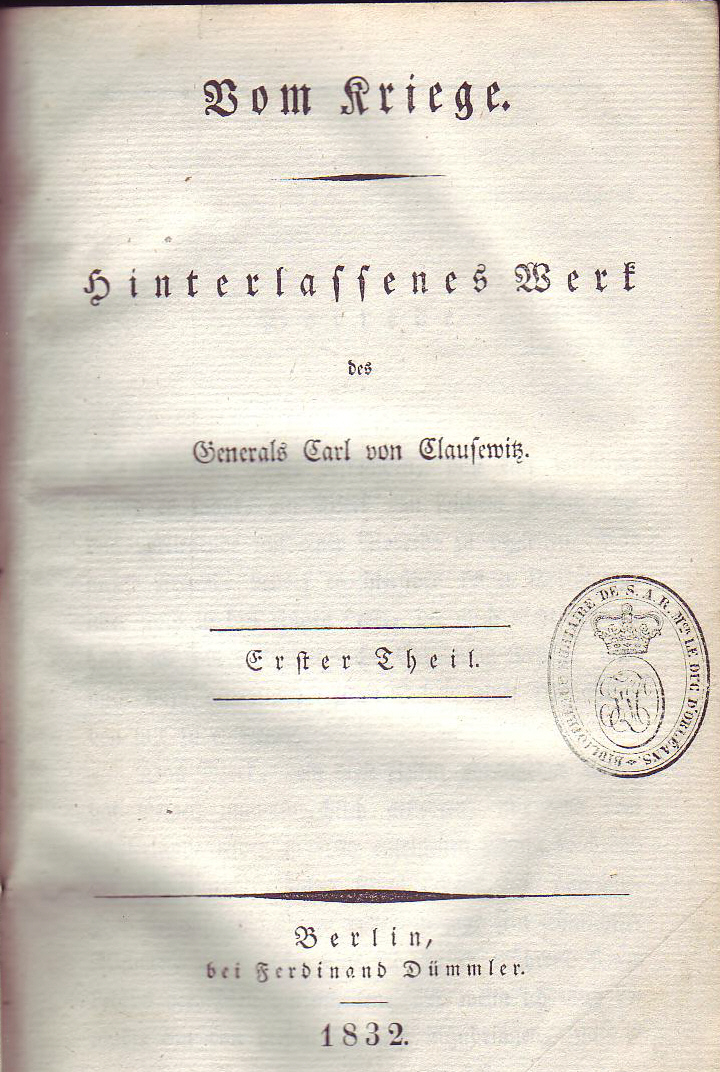
Vom Kriege, título original del libro De la guerra, escrito por Carl von Clausewitz, donde se menciona por primera vez el término de guerra absoluta.

El concepto de guerra absoluta es una guerra entre personas.Este concepto fue mencionado en la primera mitad del primer capítulo de su libro más famoso, De la guerra. En él, Clausewitz explica que la guerra absoluta es una abstracción filosófica —una "fantasía lógica"— que es imposible en la práctica ya que esta no es dirigida ni restringida por motivos o preocupaciones políticas, ni 

es limitada por las restricciones prácticas del tiempo o del espacio. Él llamó a la guerra restringida por estas influencias moderadoras del mundo real, guerra real.
En su explicación sobre la guerra absoluta, Clausewitz definió a la guerra como "un acto de violencia
con el objetivo de forzar a nuestro oponente a cumplir nuestra voluntad". Sin embargo, la guerra en sí no contiene aspectos inherentes en cuanto a la moral o a la política. Estas condiciones (por ejemplo, las leyes de la guerra) son puestas en la guerra por quienes la luchan, y existen porque la inteligencia de las naciones civilizadas involucradas ejerce una mayor influencia en cómo pelean sus guerras que su instinto primitivo de hostilidad.
La guerra absoluta puede verse como un acto de violencia sin compromiso, en la cual sus partes luchan hasta los extremos naturales de la guerra; es una guerra sin los "injertos" moderadores, ya sea políticos como morales. En De la guerra, Clausewitz explica qué compone la guerra absoluta: 

## Las tres Acciones Recíprocas

### Un extremo uso de la fuerza
Clausewitz declaró que "...al que usa la fuerza incansablemente, sin alusión al derramamiento de sangre, deberá obtener una superioridad si su adversario utiliza menos vigor en [la] aplicación [de la fuerza]". Por lo tanto, la guerra en su forma más natural involucraría a cada estado continuamente reciprocando el uso de la fuerza (incluso añadiendo más fuerza) para mantener la superioridad, hasta que ambos utilicen la violencia hasta su máxima extensión. Esta es la primera acción reciproca, y conlleva al primer extremo de la guerra.

### El objetivo es desarmar al enemigo
Clausewitz declaró que el propósito de la guerra es hacer que el oponente cumpla con la voluntad de la nación o estado. Sin embargo, un oponente obviamente no hará eso a menos que consentir sea la opción menos opresiva de todas las que tenga disponibles. Por lo tanto, para hacer que el enemigo cumpla con la voluntad de la nación, un estado debe poner a su adversario en una posición que sea mucho más opresiva que el aceptar cumplir con su voluntad. Además, esa posición no puede ser temporal o parecer temporal, ya que es más que probable que el enemigo simplemente "escapará la tormenta" con la esperanza de encontrarse en una mejor posición en una etapa posterior. Cualquier cambio en esta posición sería un cambio para peor, así que para sacar el mejor provecho de dicha posición un estado debe desarmar a su enemigo (forzarlo a una posición desde la cual no pueda resistir). 
Además, cuando la guerra implica a dos (o más) estados hostiles, este principio aplica a ambos, y se convierte en la segunda acción reciproca, en la cual ambas partes intentan imponer dicha posición.

### Un uso extremo de poder
Aquí Clausewitz afirma que si un estado desea derrotar a su enemigo debe aniquilarlo. De acuerdo a Clausewitz, el uso de poderes involucra dos factores. El primero es la fuerza disponible, la cual puede ser parcialmente cuantificada. El segundo factor es la fuerza de voluntad la cual no puede ser cuantificada (solo estimada) ya que esta es intangible.
Cuando un estado ha obtenido una aproximación de la fuerza de resistencia del enemigo, puede analizar sus propios medios disponibles y ajustarlos con el fin de obtener la ventaja. Ya que el enemigo también hará este análisis, esta es la tercera acción reciproca, creando un tercer empuje hacia un extremo beligerante. 

## Confusión con Guerra Total
El reconocimiento del término guerra total desde la Primera Guerra Mundial creó un cierto grado de confusión para muchos eruditos, los cuales no han podido comprender las diferencias entre guerra total y el concepto de guerra absoluta, frecuentemente intercambiando términos y culpando a Carl Von Clausewitz por utilizar el término en sus escritos. En la realidad, Clausewitz no acuñó ni utilizó el término "guerra total", y se discute que "guerra absoluta (o guerra ideal)" es un concepto bastante diferente. En simples palabras, la guerra total es cuando el propósito de la guerra es la guerra en sí, mientras que en una guerra absoluta, el cómo se libra la guerra depende solamente de esta y no de factores externos.
La guerra total es esencialmente una guerra en la cual el frente interno (es lo que se le llama al sistema político, social y económico de un estado) es movilizado a un grado masivo para la continuación y expansión del esfuerzo de guerra — implica la subordinación de políticas (tanto internas como externas) con el fin de alcanzar la victoria militar. Se caracteriza por el alto grado de implicación tanto de estructuras civiles como de la ciudadanía en dicha guerra, pasando a formar parte del sistema de soporte logístico del ejército.
Por otra parte, la guerra absoluta es una guerra que alcanza sus extremos lógicos cuando es libre de los efectos moderadores que le son impuestos por la política y la sociedad, sin mencionar las restricciones prácticas del tiempo y espacio. Ya que las guerras no pueden costearse solas, y requieren de la política y de la sociedad para existir, Clausewitz afirmó que la guerra absoluta es imposible, ya que no se puede evitar estos factores.
A pesar de que la mayor parte de la confusión acerca del concepto de guerra absoluta es a causa de una mala comprensión lectora (o en su defecto, falta de lectura) acerca de la discusión de Clausewitz plasmada en el primer libro de De la guerra, algunos lectores señalan que hay variadas referencias en posteriores secciones del libro (las cuales confusamente son derivadas de borradores escritos muchos años antes) sobre el concepto "guerra absoluta", que reflejan una concepción más temprana sobre el término, describiéndolo y ejemplificándolo como los puntos más extremos que alcanzaron las guerras Napoleónicas; Dicha concepción fue claramente rechazada por Clausewitz en años posteriores.